# Singapur International 2008
Die Singapur International 2008 im Badminton fanden vom 21. bis zum 24. Mai 2008 in Singapur statt.

## Sieger und Platzierte
| Disziplin    | Gold                          | Silber                                  | Bronze                                     |
| ------------ | ----------------------------- | --------------------------------------- | ------------------------------------------ |
| Herreneinzel | Ahn Hyun-suk                  | Pakkawat Vilailak                       | Jang Young-soo                             |
| Herreneinzel | Ahn Hyun-suk                  | Pakkawat Vilailak                       | Tanongsak Saensomboonsuk                   |
| Dameneinzel  | Porntip Buranaprasertsuk      | Yuan Kartika Putri                      | Chanida Julrattanamanee                    |
| Dameneinzel  | Porntip Buranaprasertsuk      | Yuan Kartika Putri                      | Ratchanok Intanon                          |
| Herrendoppel | Fernando Kurniawan Lingga Lie | Chayut Triyachart Danny Bawa Chrisnanta | Hong In-pyo Choi Min-ho                    |
| Herrendoppel | Fernando Kurniawan Lingga Lie | Chayut Triyachart Danny Bawa Chrisnanta | Nuttaphon Narkthong Patipat Chalardchaleam |
| Damendoppel  | Shinta Mulia Sari Yao Lei     | Devi Tika Permatasari Nadya Melati      | Fong Chew Yen Mooi Hing Yau                |
| Damendoppel  | Shinta Mulia Sari Yao Lei     | Devi Tika Permatasari Nadya Melati      | Natalia Poluakan Yulianti CJ               |
| Mixed        | Ricky Widianto Yao Lei        | Chayut Triyachart Shinta Mulia Sari     | Hong In-pyo Sun In-jang                    |
| Mixed        | Ricky Widianto Yao Lei        | Chayut Triyachart Shinta Mulia Sari     | Patipat Chalardchaleam Savitree Amitrapai  |